# Edith Maier
Edith Maier (* 1. November 1958) ist eine ehemalige österreichische Weitspringerin.
Bei den Leichtathletik-Halleneuropameisterschaften 1979 in Wien wurde sie Sechste.
1979 und 1983 wurde sie österreichische Meisterin im Freien, 1984 in der Halle.

## Persönliche Bestleistungen
- Weitsprung: 6,20 m, 1. August 1981, Ebensee
  - Halle: 6,03 m, 26. Februar 1984, Wien
- 100 m: 12,00 s, 8. August 1981, Innsbruck
- 200 m: 24,52 s, 1. August 1981, Ebensee